# ابی وانر
ابی وانر (انگلیسی: Abby Waner؛ زادهٔ ۳۱ اکتبر ۱۹۸۶) بازیکن بسکتبال اهل ایالات متحده آمریکا است.
وی در مسابقات کشوری و بین‌المللی در مجموع برندهٔ ۲ مدال طلا شده‌است.